# Eötvös-alap
Az Eötvös-alap a magyarországi néptanítók pénzalapja volt.
Péterfy Sándor indítványára 1878-ban a II. egyetemes tanítógyűlés ötvenes bizottsága kezdett gyűjteni a célból, hogy kamatjaiból a tanítók gyerekei tanulói ösztöndíjakat, özvegyeik és kiskorú árváik pedig segélyt kapjanak. Később a tanítók országos árvaházát is támogatta évenként egy bizonyos összeggel, segélyezte az elaggott és csekély nyugdíjból megélni nem tudó, továbbá a hosszabb ideig súlyos betegségben szenvedő tanítókat, és vállalkozott a magyarországi tanítók házának létrehozására Budapesten.
Vagyona az utolsó kimutatás szerint 48 462 forint volt, az utolsó esztendőben összesen 2200 forintot fordított segélyezésre. Kezdetben az egyetemes tanítógyűlések szervező bizottsága, majd az országos képviseleti tanítói gyűlések bizottsága kezelte az alapot. 1890-ben külön egyesület alakult az alap kezelése céljából, amelynek neve: Az Eötvös-alap országos tanítói egyesülete, és alapszabálya értelmében csak a tagjait támogatta.